# 放送
放送（ほうそう、英: broadcasting, 英: transmission）とは、電気通信を用いて、音声・映像（動画）・文字などで表現された情報を、「1対多」の形で送信すること。
主にラジオ放送およびテレビジョン放送など、1対多の送信を指す。また、有線放送やケーブル放送もあり、近年ではインターネットを用いたインターネット放送も放送の一種と分類することが増えている。 

## 概説

### 分類
事業の運営による分類
放送を行う事業体およびその設備全体を放送局というが、運営主体では、民間放送、公共放送、国営放送に分類される。数は民間放送が多い。国営放送はない国も多い。
アメリカでは、ラジオ放送（民間ラジオ放送局）は2024年の統計で、1万5千局以上あり、民間テレビ放送局は2017年の統計で1761局である。大きな公共放送局はないが、en:National Public Radioやen:Public Broadcasting Service（略称:PBS。日本語訳：公共放送サービス）がある。政府や州の交付金、大学などさまざまな組織からの寄付金、広告などを収入源とし、小さな放送局を数多く有するネットワークである。
アメリカ国内向けに放送している国営放送はないが、国外で放送を行うボイス・オブ・アメリカ（VOA、アメリカの声）、ラジオ・フリー・アジア（RFA）、ラジオ・フリー・ヨーロッパ（RFE）、AFNはあり、AFNは世界各地（バーレーン、ベルギー、キューバ、ドイツ、ギリシャ、イタリア、スペイン、トルコ、日本、韓国など）で放送局を持ち、放送を行っている。
イギリスの民間放送で、ライセンスを得ているラジオ放送局の数はおよそ600局。公共放送としては英国放送協会(British Broadcasting Corporation、BBC)があり、ラジオ・テレビの放送を行っている。BBCが運営しているチャンネルはBBC One, BBC Two, BBC Three, BBC Four, BBCスコットランド, BBC iPlayer, CBeebies、CBBCがある。（2030年ころを目処に旧来のラジオ放送などは停止し、インターネットによる情報伝達を事業の中核に据える構想もある。）イギリスでも国営放送はない。
日本の民間放送は、ラジオ放送は総務省の統計（2018年3月末時点、コミュニティ放送局を除く）によれば、日本全国で100局ある。テレビ放送は2022年4月現在、民放地上波放送局は「キー局」「準キー局」「ローカル局（地方局）」「独立局」合わせて127局。公共放送としては、日本放送協会（NHK）と放送大学学園がある。国営放送は存在しない。
国内 / 国際 の分類
国内において受信されることを目的とする国内放送と、外国において受信されることを目的とする国際放送、と分類する方法もある。
信号の経路による分類
電波を使った放送は、放送局からの信号を地上の中継所などの施設を経由して各家庭に届ける地上波放送と、衛星を経由して各家庭に届ける衛星放送に分類する方法もある。特にテレビ放送でこの分類が頻繁に使われ、この2つに加えて、ケーブルを使う「ケーブルテレビ」という分類が併せて挙げられることも多い。さらに「インターネット放送」（ストリーミング）も並べられることがある。
周波数による分類
主にラジオ放送（など）では、電波の周波数で短波放送、中波放送、長波放送などに分類することがある。

## 歴史

### アメリカ
第一次世界大戦後のアメリカではレコードが普及するとともに、軍事利用されていた無線の使用制限が解除され、無線機メーカーとレコード製造会社が放送事業を計画するようになった。ペンシルベニア州ピッツバーグのウェスティングハウス電気製造会社の技術者フランク・コンラッドの実験局「8XK」を母体に世界初の商業放送局「KDKA」が開設され、1920年11月2日、ウォレン・ハーディング大統領の当選を伝えた。ただし、実際にはアマチュア無線家が運営する小規模の放送が既に実施されていた。
アメリカの放送事業は、ラジオ放送による受信機の売上、および放送で流される音楽のレコードの売上で経営されていた。しかし、放送がスタートした時期のレコードは録音時間が3分程度しかなく、レコードを交換するタイミングで商業広告が入るスタイルとなった。
その後、アメリカでは多数の放送局が設立され、それが連結して商業ネットワークがつくられるようになった。

### イギリス
アメリカで多数の放送局が設立されるようになると、イギリス政府内では大量生産による安価な受信機がアメリカから流入するのではないかとの懸念があり、国土の狭いイギリスでアメリカと同じように多くの放送局が競合すれば経営難に陥ることが予想されたため政府主導による免許制とすることが好ましいと考えられていた。
1922年、マルコーニ無線電信会社などがイギリス政府の意向を受けて「英国放送協会（BBC）」の設立に合意し、政府はBBCの経営安定のため受信料を徴収することを特許した。

## イギリスの放送
英国放送協会（BBC）は2034年を目処に伝送路をインターネットへ移行させ、地上波放送電波を返上（停波）することを検討している 。
とりあえず以下を参照のこと。
- イギリスの公共放送（英語版）
- イギリスのラジオ放送（英語版）
- イギリスのテレビ放送（英語版）

## フランスの放送
とりあえず以下を参照のこと。
- フランスのラジオ放送（フランス語版）
- フランスのテレビ放送（フランス語版）

## 日本

### 歴史
声優#テレビ初期と声優も参照。
日本では放送事業を規制していた法規としては「放送用私設無線電信電話規則」というものがあった。同規則に代わり、1950年（昭和25年）に放送法が新しく制定・公布された。

### 法令による定義
放送法では「公衆によって直接受信されることを目的とする電気通信の送信」（放送法第2条1）と定義した。

### 法令に基づく放送

#### 法令による区分
根拠となる法律により以下のように区分される。一般的に「放送」という場合、放送法（以下、「法」）に基づく放送を指す。
放送法による区分
- 放送 - 公衆によつて直接受信されることを目的とする電気通信の送信（法第2条第1号）
  - 基幹放送 - 電波法の規定により放送をする無線局に専ら又は優先的に割り当てられるものとされた周波数の電波を使用する放送（法第2条第2号）
    - 衛星基幹放送 - 人工衛星の放送局を用いて行われる基幹放送（法第2条第13号）
    - 移動受信用地上基幹放送 - 自動車その他陸上を移動するものに設置して使用し、又は携帯して使用するための受信設備により受信される事を目的とする基幹放送であつて、衛星基幹放送以外のもの（法第2条第14号）
    - 地上基幹放送 - 基幹放送であつて、衛星基幹放送及び移動受信用地上基幹放送以外のもの（法第2条第15号）

  - 一般放送 - 基幹放送以外の放送（法第2条第3号）
    - 衛星一般放送 - 人工衛星局、衛星基幹放送試験局、及び衛星基幹放送を行う実用化試験局を用いて行われる一般放送（放送法施行規則（以下、「施行規則」）第2条第3号）
    - 有線一般放送 - 有線電気通信を用いて行われる一般放送（施行規則第2条第4号）
      - 有線テレビジョン放送 - テレビジョンによる有線一般放送（施行規則第2条第5号）
      - （有線テレビジョン放送以外の有線一般放送 - 有線ラジオ放送などが該当するが、定義条文なし）

    - 地上一般放送 - 一般放送であつて、衛星一般放送及び有線一般放送以外のもの（施行規則第2条第4号の2）

著作権法による区分
- 放送 - 公衆送信のうち、公衆によつて同一の内容の送信が同時に受信されることを目的として行う無線通信の送信（法第2条第8号）
- 有線放送 - 公衆送信のうち、公衆によつて同一の内容の送信が同時に受信されることを目的として行う有線電気通信の送信（法第2条第9号の2）

促音の表記は原文ママ

#### 放送の地位
新聞・雑誌などの他のメディアと比較して、放送には特殊な位置づけが与えられている。理由の一つは「電波の有限性（利用出来る電波の周波数帯域は限られている。）」があげられる。
また、放送は音声（テレビであれば映像も含まれる。）で情報を伝えるメディアであり、生放送・生中継が出来ることから即効性もある。それゆえ、放送は他のメディアに比較し国民の思想・世論・人格形成などに与える影響が特に強いと考えられている。そこで、放送の中立性をはじめとして青少年の健全育成に配慮し、公共の福祉の為にこれを活用する必要があるとされる。
そのため、放送事業は、放送法により規制され、総務省（従前は郵政省）によって周波数の割当てを受ける免許事業（許認可事項）であり、勝手に放送事業を行ってはならないとされていた。しかし、2010年（平成22年）の平成22年法律第65号（平成23年6月30日施行）により放送法が改正され、放送局の免許を受けた者が自ら放送事業を営む特定地上基幹放送事業者、後述の#放送法令適用外の放送のほか、認定基幹放送事業者は総務大臣の認定、一般放送事業者は総務大臣の登録または総務大臣もしくは都道府県知事への届出により放送の業務を行うことができることとなった。
ちなみにアメリカでは届出制である。

#### 放送系
放送系とは、同一の放送番組の放送を同時に行うことのできる放送局の総体 （法第2条の2第2項第3号）を表す。
- 親局 - 放送対象地域ごとの放送系のうち最も中心的な機能を果たす放送局（基幹放送用周波数使用計画第1 総則1 (2)）
- 中継局 - 親局以外の放送局（同計画第1 総則1 (3)）コールサインを有する中継局もある。

#### 放送対象地域
同一の放送番組の基幹放送を同時に受信できることが相当と認められる一定の区域（法第91条第2項第2号）。基幹放送普及計画により放送系毎に定められる。
- コミュニティ放送 - 一の市町村の一部の区域（当該区域が他の市町村の一部の区域に隣接する場合は、その区域を併せた区域とし、当該区域が他の市町村の一部の区域に隣接し、かつ、当該隣接する区域が他の市町村の一部の区域に隣接し、住民のコミュニティとしての一体性が認められる場合には、その区域を併せた区域とする。）（施行規則別表第5号（注）12）。
- ローカル放送 - 県域放送の他に広域放送が存在する。また、外国語放送を行う放送局（InterFM897、FM COCOLO、ラブエフエム国際放送（愛知国際放送は2010年、Radio NEOは2020年廃止））は、告示[14]により市区町村及び国際空港単位で規定されている。放送大学学園の地上放送では関東広域圏のうち授業実施予定地域とされている。またNHK東京総合デジタルテレビジョンは関東広域圏のうち、茨城県、栃木県及び群馬県は含まない形とされている[15]。
  - 県域放送 - 都道府県の各区域。
ただし、滋賀県と京都府（民放中波のみ）、岡山県と香川県（民放テレビのみ）、鳥取県と島根県（民放テレビ、民放中波及び民放FM）、佐賀県と長崎県（民放中波のみ）については、それぞれの府県の区域を併せた区域。
  - 広域放送 - 関東広域圏・中京広域圏・近畿広域圏
- 全国放送
- 内外放送
- 国際放送

##### 放送対象地域の一部をカバーしていない放送事業者
放送を行う事業者を放送事業者という。そのうち、放送法第92条において、「特定基幹放送事業者、及び基幹放送局提供事業者は、その基幹放送局を用いて行う基幹放送に係る放送対象地域において、当該放送があまねく受信できるように努めるものとする」と規定されている。
飛地、地形上の制約、物理的制約その他によりこの規定を達成していない主な放送事業者は次の通り（†は平成新局）。
- FM NORTH WAVE†（網走エリア全域と札幌・函館・室蘭・旭川・帯広・釧路エリアの各一部地域で聴取不可。radikoにより聴取可能。）
- ふくしまFM†（会津地方西部で聴取不可。radikoにより聴取可能。）
- TBSラジオ、文化放送、ニッポン放送、TOKYO FM（小笠原諸島で聴取不可。）
  - このうち、TOKYO FMについては現在既設の小笠原村営光ファイバーケーブルを使用した防災放送受信機により聴くことができる。また、下記のJ-WAVEを含めた民放各局はradikoにより、聴取可能となっている。
- J-WAVE（伊豆大島を除く東京都島嶼部ではradikoにより聴取可能。）
- 山口朝日放送†（未だに視聴不可の地域も残されている。）
- あいテレビ†、愛媛朝日テレビ†（未だに視聴不可の地域も残されている。）
- fm nagasaki（長崎市東部・西海市・対馬市・壱岐市・五島市などで聴取不可。これらの地域でもradikoにより聴取可能。）
- 大分朝日放送†（未だに視聴不可の地域も残されている。）
- μFM†（薩南諸島で聴取不可。radikoにより聴取可能。）
- NHK沖縄放送局（ラジオ第2・FM　大東諸島で聴取不可。）
  - これまで聴取困難とされていたNHK沖縄放送局〈ラジオ第1のみ〉、琉球放送ラジオ〈RBCiラジオ〉、ラジオ沖縄についてはFM波による中継局が2007年4月1日に開局しこの困難も解消された。また、NHKラジオ第2・FMについてはラジオ第1とともに2011年9月1日に開始した「NHKネットラジオ らじる★らじる」によりこの困難は解消された（当初は関東地方の放送内容のみの配信であったため本来の九州・沖縄ブロックおよび沖縄県域のローカル放送は聴取できなかったが、後に福岡放送局の番組内容も聴取可能となった。）。
- FM OKINAWA（宮古列島を除く先島諸島と大東諸島で聴取不可。radikoにより聴取可能。）

など、平成新局のほとんどが規定を達成できていない。また、平成新局は資金面が乏しいことから2006年以降の地上デジタル放送の中継局整備であまり多く設置することが出来ず、CS再送信やIP放送に任せてしまおうと検討する放送局があったが、総務省や地元自治体などの支援（建設費用の一部を助成すること）によりアナログ未開局地域を含めて先発局と同等の数で設置が進められてきている。逆に放送対象地域外に電波が飛んでいる場合がある（スピルオーバー現象。IP放送の場合方式によれば全国からの受信を可能にしてしまうおそれがある）。デジタル放送の電界強度次第ではアナログでは難視聴状態でもデジタルでは鮮明に受信できる可能性も地域によって出てくる。なお、ラジオ（AM/FM・短波）放送については上記以外のFM局でも山間部などの辺境地の多くは難聴や聴取不可となる地域も多い。AMの場合、送信所・中継局の設置に波長の関係から送信鉄塔自体が高くなり、その高い鉄塔を支えるためのワイヤー設置等で広大な土地が必要とする関係から、中継局を多く設置できず、民放を中心に放送対象地域全域をカバー出来ていないケースが多く、一方で高出力局を中心にスピルオーバーが起こっている既存の親局・中継局が多いことから、既存の親局・中継局の増力はスピルオーバーをなお一層拡大させる問題があるため、増力を実施できるケースはほとんどないのが実情である。

#### 放送区域
一の基幹放送局の放送に係る区域。一般的にいえば、標準の受信設備で放送を良好に受信できると想定される区域（強・中電界地域）のことであり、地上波電界強度により機械的に定まる。これらは総務省令基幹放送局の開設の根本的基準第2条第1項第15号で規定されている。
放送対象地域が放送系毎に定められるのに対し、放送区域は無線局（送信所）毎に定められる。
例えば地上アナログテレビジョン放送の場合、電界強度が3mV/m(70dBµ)以上である区域、地上デジタルテレビジョン放送の場合、地上波電界強度が1mV/m(60dBµ)以上である区域が放送区域である。これは、UHFテレビ放送の場合アナログ放送は地上4mの高さ、デジタル放送は地上10mの高さで14〜20素子程度のUHF八木・宇田アンテナを設置した場合の受信できる範囲に相当する。移動体端末で1セグメント放送受信の場合、地上10m未満の高さでの受信となるため、放送区域内でも受信時に電界強度が弱い場合は受信できない。逆に放送区域外でも環境によっては受信が容易な場合も多い。地上波のFM放送・テレビ放送の場合、パラスタックアンテナをアナログ放送は地上4mを超える高さ、デジタル放送は地上10mを超える高さに設置することによって放送区域外（弱電界地域）でも良好に受信できる場合がある。場合によってはアンテナと受信機の間に受信ブースターを取り付ける。

#### 放送事業者等の外資規制
放送が影響力の大きいメディアであることをかんがみ、基幹放送事業者、認定放送持株会社並びに基幹放送局提供事業者への外資規制が設けられている。
- 特定地上基幹放送事業者 - 外国人が業務を執行する役員に就任すること及び5分の1以上の議決権を保有することを制限（電波法第5条第4項）。
- 認定基幹放送事業者 - 外国人が業務を執行する役員に就任することを制限。認定地上基幹放送事業者にあっては、加えて5分の1以上の議決権を保有することを制限（法第93条第1項第6号）。
- 認定放送持株会社 - 外国人が業務を執行する役員に就任すること及び5分の1以上の議決権を保有することを制限（法第159条第2項第5号）
- 基幹放送局提供事業者 - 外国人が代表者に就任すること、役員のうち3分の1以上を占めること及び3分の1以上の議決権を保有することを制限（電波法第5条第1項、通常の無線局と同じ規制）。

これに抵触した特定地上基幹放送事業者あるいは基幹放送局提供事業者に対して、総務大臣は改善命令や電波法第75条第1項に基づく無線局免許の取消しの処分を行わなければならない。ただし無線局免許の残存期間中はその状況を勘案し、免許を取り消さないことができる（電波法第75条第2項）ため、抵触しても必ずしも取消しになるとは限らない。
同様に、これに抵触した認定基幹放送事業者及び認定放送持株会社に対しては、総務大臣はその認定を取り消すことができる（法第104条、第166条第1項第1号）としている。
これらを防ぐための防衛措置として、外国人からの株式の名義書換請求を拒否することを認めている（法第116条、第125条、第161条）。
なお一般放送事業者に関してはこのような規定がなく、基幹放送事業を兼業している、あるいは無線局免許を受けている場合を除き、外資支配を理由とした事業者登録の抹消、若しくは業務の停止処分を受けることはない。

### 放送法令適用外の放送

#### 適用除外
ビル内、事業所内などに備え付けたスピーカーに、有線、場合によっては無線の通信設備により、一斉送信をして連絡や呼び出しなどに使われる。これらも放送法においては一般放送の定義に含まれるが、受信障害対策中継放送、微弱電力無線通信設備（ワイヤレスマイクの一部等）、単一の構内に完結する自営有線電気通信設備（構内放送）やこれに類似する車両・船舶・航空機内の有線電気通信設備（車内放送等）、引込端子数が50以下の有線電気通信設備により行われる有線一般放送（その全てが同時再放送または共同聴取業務であるものその他これに類するものとして総務大臣が別に告示するものに限る。）、市町村防災行政無線の一機能として当該無線通信専用の周波数帯の電波を用いて親局から同報系拡声子局（防災スピーカー）への片方向となる無線による音声伝送などは、原則として放送法の適用除外となり、放送法上の登録・届出手続を要しない。また、屋外に設置し敷地外へ向けた大型ビジョンによる映像広告、もしくはデジタルサイネージによる動画広告については、演奏所と掲出箇所を同一建物とする、あるいはデータ蓄積型配信により放送の範疇外とするなど、放送法の適用を受けない範囲での広告事業を行っている。
ただし、有料放送業務や協会放送受信契約締結義務など、放送法またはこれに基づく政省令や技術基準において「除外の除外」条項を設けている場合や、有線電気通信法における有線電気通信設備、消防法における非常用放送設備などの他法令による規制あるいは基準が設けられている事がある点に注意が必要。また、受信障害対策中継放送については、電波法に基づく無線局免許が必要であるほか、基幹放送普及計画などの放送法の一部の規定の適用を受ける。
なお在日米軍による無線放送(AFN)は、日本国とアメリカ合衆国との間の相互協力及び安全保障条約第六条に基づく施設及び区域並びに日本国における合衆国軍隊の地位に関する協定の実施に伴う電波法の特例に関する法律に基づき日米地位協定に定めるところによる。

#### 校内放送
小学校、中学校、高等学校などの学校には、校内向けの放送設備が整えられている。児童、生徒や教員がこれを使い、全校生徒への連絡等に利用する。これを校内放送と言う。
利便性から、その設備を使用しての特定の生徒への呼び出しや連絡に使用される場合もある。
児童、生徒の委員会活動として一般的に放送委員会や、それに類する組織が設けられており、これらに所属する児童、生徒を放送委員という。放送委員は、全校朝礼の放送設備の準備、昼休みにいわゆるお昼の放送、下校時刻を知らせる放送や、運動会など学校行事の放送を行う。
設備の整っている学校では、校内でテレビ中継のようなこと(学校内での各教室への映像配信)ができる場合もある。
これら校内放送を基にし、中高生のメディアリテラシーの実践の場として、アナウンスや、朗読、ラジオ番組やテレビ番組の技術等を競うNHK杯全国高校放送コンテストや、NHK杯全国中学校放送コンテストが開催されている。

### 「放送」と「放映」の比較
特にテレビの放送番組を送出することを、「放映する」と表現する場合がある。だが、NHK放送文化研究所によると、「放映」はテレビ番組全般を放送する意味と、映画番組を放送する意味とに用いられ、「放映」を用いた場合その範囲や区別がはっきりしないため、NHKでは原則として「放送」を使い「放映」は使わない。

### コンテンツ
- 報道、情報、教養、娯楽
- テレビショッピング
- 政見放送
- コマーシャル
- ニュース系列
- ラジオネットワーク
- ローカル番組
- ケーブルテレビ
- エアチェック（録画・録音）

### 放送方式など
- 電波の周波数による分類
- （カラーテレビの）世界の放送方式
- コンポジット映像信号種類（NTSC、PAL、SECAM）
- ラジオ、テレビ
- 音声多重放送
- 文字多重放送
- クローズドキャプション
- 試験放送
- フィラー
- アマチュア無線（アマチュア無線TV）

### 災害関連
- 緊急警報放送、イベント放送局、臨時災害放送局

### 衛星・デジタル関連
- ハイビジョン
- 衛星放送
- ISDB
- 衛星データ放送
- 地上デジタルテレビジョン放送
- 地上デジタル音声放送
- サイマル放送

### ユビキタスネットワーク
- インターネット放送（動画共有サービス、ビデオ・オン・デマンド）

### 有線系
- ケーブルテレビ、有線ラジオ放送
- IP放送
- 光放送
- 有線役務利用放送
- 電気通信役務利用放送法
- 区域外再放送

### マスコミ・放送倫理
- メディア (媒体)-マスメディア
- 放送倫理・番組向上機構（BPO）
- 放送禁止用語
- マスメディアの集中排除
- 表現の自主規制

### 制作関連
- 生放送
- ジャパンコンソーシアム
- スタッフ（テレビスタッフ（英語版）、アナウンサー）
- 視聴率 - 聴取率
- スタジオ
- かつて日本に存在した放送局
- 苫米地英俊 - 「放送」という造語の発案者[19]。

### その他
- 国際放送、短波放送
- 海賊放送
- 通信と放送の融合
- 放送事故